# زلاتكو فويوفيتش
زلاتكو فويوفيتش ، من مواليد 26 أغسطس 1958 ، لاعب كرة قدم يوغسلافي سابق.
لعب مع منتخب يوغسلافيا لكرة القدم.

## مسيرته الكروية
لعب زلاتكو فويوفيتش خلال مسيرته الاحترافية مع 6 أندية في سبعة عشر موسمًا وسجل خلالها 180 هدف ضمن 452 مباراة. حيث فاز في ثلاثة مواسم بالكأس وفي موسمين بالدوري.
خاض زلاتكو فويوفيتش مسيرته مع نادي هايدوك سبليت في موسم 1976–77 ليلعب معه عشرة مواسم، مشاركًا في 240 مباراة سجل خلالها 101 هدف. ثم انتقل إلى نادي جيروندان بوردو في موسم 1986–87 ولمدة موسمين، حيث شارك في 65 مباراة سجل خلالها 20 هدف. لينتقل بعدها إلى نادي كان في موسم 1988–89 لمدة موسم واحد، مشاركًا في 34 مباراة سجل خلالها 18 هدفًا. ثم انتقل إلى نادي باريس سان جيرمان في موسم 1989–90 ولمدة موسمين، مشاركًا في 62 مباراة سجل خلالها 20 هدف. هذا وانتقل لاحقًا إلى نادي سوشو في موسم 1991–92 لمدة موسم واحد، مشاركًا في 23 مباراة سجل خلالها 4 أهداف. ثم انتقل بعدها إلى نادي نيس في موسم 1992–93 لمدة موسم واحد، مشاركًا في 28 مباراة سجل خلالها 17 هدفًا.

## روابط خارجية
- زلاتكو فويوفيتش على موقع الاتحاد الدولي (مؤرشف)  (الإنجليزية)
- زلاتكو فويوفيتش على موقع الاتحاد الأوربي (الإنجليزية)
- زلاتكو فويوفيتش على موقع قاعدة بيانات كرة القدم.إي يو (الإنجليزية)
- زلاتكو فويوفيتش على موقع ليكيب (الفرنسية)
- زلاتكو فويوفيتش على موقع ناشيونال فوتبول تيمز (الإنجليزية)
- زلاتكو فويوفيتش على موقع Soccerway.com (الإنجليزية)
- زلاتكو فويوفيتش على موقع عالم كرة القدم.نت (الإنجليزية)
- زلاتكو فويوفيتش على موقع كووورة
- زلاتكو فويوفيتش على موقع أوليمبيديا (الإنجليزية)